# 間合い
間合い（まあい）は、日本の武道の用語であり、戦闘中の二人の間の空間を指す。間合いは形式的には、「接触距離」とも呼ばれる。 
間合いは単に相手との距離だけでなく、その距離を渡るための時間や攻撃の角度やリズムも含める。例えば動きが速い人の間合いは、動きが遅い人の間合いより遠くにある。
自身が間合いを保ちながら、相手が間合いを保てないようにするのが理想である。つまり、相手が攻撃できる前に自信が相手に打撃を与えることが出来るようにすることで、両者が同時に打撃を与え合うことなく、また相手が反撃することもなく自身が相手に打撃することを意味する。
剣道において、間合いはより具体的な解釈がある。物理的な意味では、二人の間に保たれる距離を指す。間合いが相手との実際の距離として解釈されると、次の3つのタイプがある。
1. 遠間（とうま）— 長い距離
2. 一足一刀の間合い（いっそくいっとうのまあい）— 一足一刀の距離とも呼ばれる、中間距離
3. 近間（ちかま）— 短い距離

一足一刀の間合いは、一歩踏み出して攻撃を行う距離である。相手との間には約2メートルの距離があり、一歩進むだけで相手に攻撃できる距離である。通常、ほとんどの技術はこの距離で開始される。近間（ちかま）は一足一刀の間合いより狭い距離であり、遠間（とうま）は一足一刀の間合いより大きい距離である。遠間では、相手の攻撃に対する反応を行うためのわずかな時間的余裕がある。しかし、一足一刀の間合いでは時間の余裕が殆どなく、この距離では常に注意し、絶え間なく相手による攻撃を警戒する必要がある。

## タイミング
時間の観点から、間合いは相手の心に現れる一時的な無意識の瞬間に関連している。さらに広げると、気の空虚さと満ち足りた状態の概念も含まれる。これらの一時的な心の隙間と気の空虚さとは、心の間合いとして知られている。心の間合いの含意は、相手同士の物理的な距離が互いに有利であるかもしれないが、個々の心の隙間が決定的な優位性を持つことを決定するだろうということである。